# Едуардо Саид
Едуардо Саид (на испански: Eduardo Said) е мексикански телевизионен и театрален режисьор.
В своята телевизионна кариера е работил с продуцентите Салвадор Мехия, Роси Окампо, Игнасио Сада Мадеро и Мигел Анхел Ерос и с режисьорите Беатрис Шеридан, Мартин Перес Ислас, Салвадор Санчес и Леонардо Даниел.

## Творчество

### Телевизия

#### Режисьор
- Мое мило проклятие (2017)
- Просто Мария (2015-2016)
- Убежище за любовта (2012)
- Розата на Гуадалупе (2010-2022)
- Първа част на Хамелеони (2009)
- Под юздите на любовта (2007)
- Misión SOS (2004-2005)
- Натрапницата (2001) втора част
- Приятели завинаги (2000)
- Дневникът на Даниела (1998-1999)
- Отвъд... узурпаторката (1998)
- Втора част на Узурпаторката (1998)

#### Асистент-режисьор
- Първа част на Узурпаторката (1998)

### Театър
- Laberinto (2014)